# O Cabeleira
O Cabeleira é um romance regionalista do século XIX, do autor cearense Franklin Távora. Foi lançado em 1876.
Conta a história de José Gomes (o Cabeleira) e seu pai Joaquim Gomes, ambos precursores do cangaço do nordeste brasileiro, e suas desventuras por Pernambuco.
É considerado uma das maiores obras do autor, além de uma das obras pioneiras no romance regionalista nordestino.

## Adaptações
A obra foi filmada em 1963, com elenco formado por Hélio Souto, Milton Ribeiro e Marlene França.
As locações se deram na cidade de Mococa, em São Paulo, e Arceburgo, em Minas Gerais.
Em 2008, o livro de Franklin Távora foi adaptado para os quadrinhos pelos roteiristas Hiroshi Maeda e Leandro Assis e pelo desenhista Allan Alex.
Em 2009 foi publicado o livro Cabeleira e outros cordéis de cangaço, escrito pelo conterrâneo do Cabeleira, o cordelista Rafael de Oliveira, pela editora Coqueiro, do Recife.